# Schopflenberg
Schopflenberg ist eine Siedlung, die zum Göppinger Stadtbezirk Bezgenriet gehört und rund 870 Einwohner hat. Die Ersterwähnung der abgegangenen Siedlung Schopflenberg bzw. Schopfloch geht in das Jahre 1142 zurück. Nach dem Zweiten Weltkrieg entstand durch vermehrten Zuzug von Flüchtlingen und Vertriebenen nach Bezgenriet die Siedlung neu.

## Verkehr
Schopflenberg ist mit Bezgenriet und Hattenhofen über eine Kreisstraße (K 1419) verbunden. Diese führt am Rande von Schopflenberg vorbei, so dass im Ort selbst ein geringer Durchgangsverkehr herrscht.
Die Anschlussstelle Aichelberg der Autobahn A 8 liegt etwa sieben Kilometer entfernt. Der Ort ist außerdem an das Nahverkehrsnetz von Göppingen angebunden.

## Bauwerke
Schopflenberg besaß früher eine evangelische Kirche. Sie wurde 1275 als Pfarrkirche erstmals erwähnt, später Kapelle zum Heiligen Kreuz genannt. Zu ihr gehörte ursprünglich auch Bezgenriet, bis dort 1405 eine eigene Kirche erbaut wurde. Schopflenberg wurde dann nach Uhingen eingepfarrt, ab 1469 aber wieder als Pfarrkirche bezeichnet. 1554 wurde die Kirche auf dem Schopflenberg abgebrochen und deren Steine für den Bau des Schlosses in Göppingen mitverwendet.
Heute gibt es in Schopflenberg wieder eine Kirche und zwar die katholische Herz-Jesu-Kirche, die erst in jüngerer Zeit erbaut wurde.